# 愛沙尼亞奧林匹克委員會
愛沙尼亞奧林匹克委員會（Estonian Olympic Committee）是愛沙尼亞的國家奧林匹克委員會。該組織成立於1923年12月8日，是國際奧林匹克委員會和歐洲奧林匹克委員會的成員。1920年，首次派員參加在比利時安德烈治舉行的夏季奧運會。
現時，愛沙尼亞奧林匹克委員會的總部設在首都塔林，主席是該國前總統克尔斯季·卡柳莱德，她於2024年起出任此職。

## 資料來源
1. ↑  .   [2014-05-27]. （原始内容存档于2016-03-03）.